# Manuela Lanzarin
Manuela Lanzarin (ur. 3 czerwca 1971 w Bassano del Grappa) – włoska polityk i samorządowiec, posłanka do Izby Deputowanych XVI kadencji.

## Życiorys
Ukończyła studia z zakresu tłumaczeń ustnych i pisemnych, pracowała w tym zawodzie. Zaangażowała się w działalność polityczną w ramach Ligi Północnej. W latach 1997–2015 była radną miejscowości Rosà. Do 2002 pełniła funkcję asesora we władzach wykonawczych. Następnie przez dziesięć lat zajmowała stanowisko burmistrza, a od 2012 do 2015 była zastępczynią burmistrza tej miejscowości. W latach 2008–2013 sprawowała mandat posłanki do Izby Deputowanych XVI kadencji. W 2015 została wybrana w skład rady Wenecji Euganejskiej. W tym samym roku Luca Zaia powołał ją na stanowisko asesora we władzach tego regionu.